# Dadi Janki

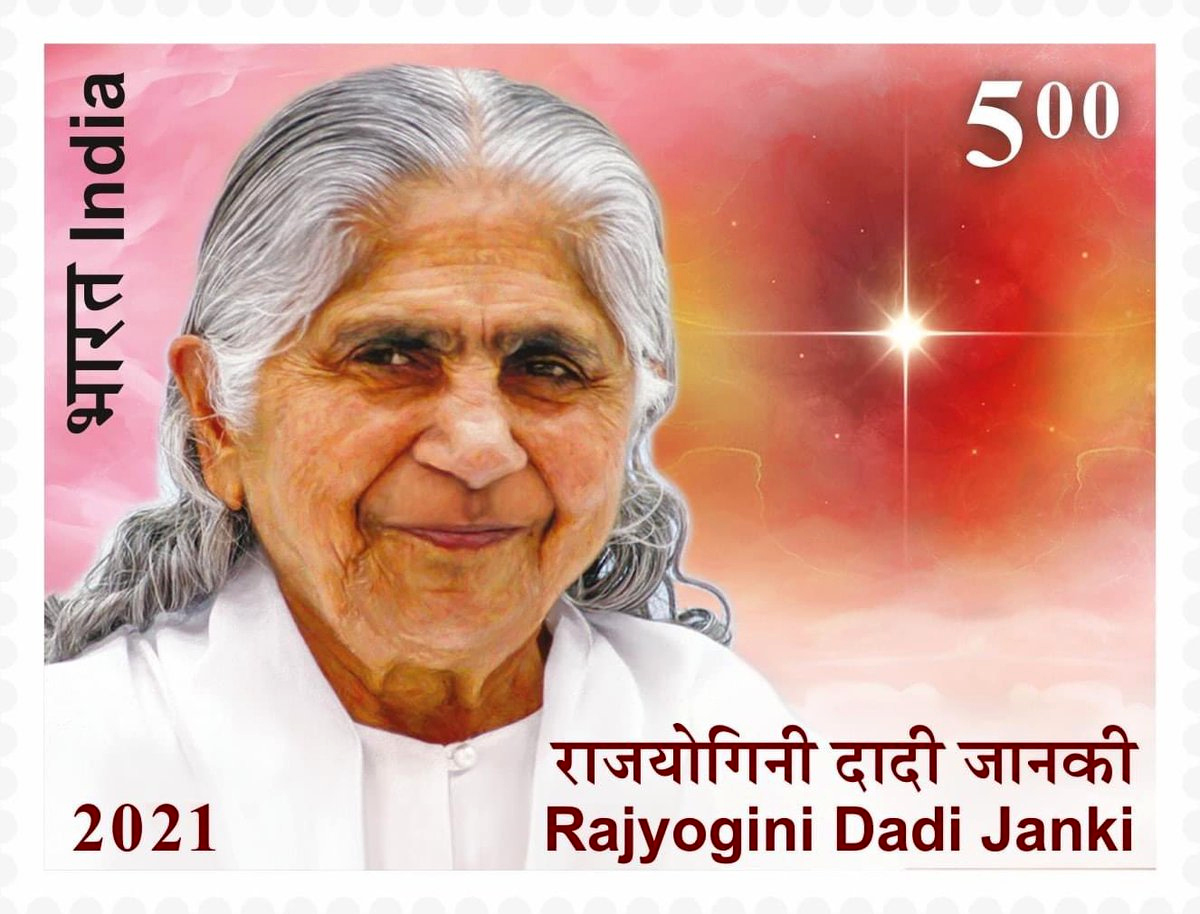
Dadi Janki

Dadi Janki (1916-2020]). Praticante de meditação há mais de 70 anos, praticante de ioga e líder espiritual. Conhecida por ser uma pessoa muito calma e muito positiva, é procurada por pessoas que necessitam de clareza espiritual e de desenvolver paz (de espírito e de mente).  
Um dos mais belos e reveladores livros da Dadi Janki é "Companheira de Deus - A Sabedoria e as Palavras de Dadi Janki", edições Mahatma. Dividido por 5 partes que representam o caminho para aquele que quer alcançar o yoga (re ligar se), através do auto conhecimento e de uma nobre conduta deve caminhar. Página a página as virtudes, os obstáculos e as diretrizes para uma vivência refletida em direção à libertação humana ainda nesta passagem (vida).  